# Чім Хванг Лім
Чім Хванг Лім (6 березня 1996) — китайський плавець.